# Bình Chuẩn (phường)
Bình Chuẩn là một phường thuộc thành phố Thuận An, tỉnh Bình Dương, Việt Nam.

## Địa lý

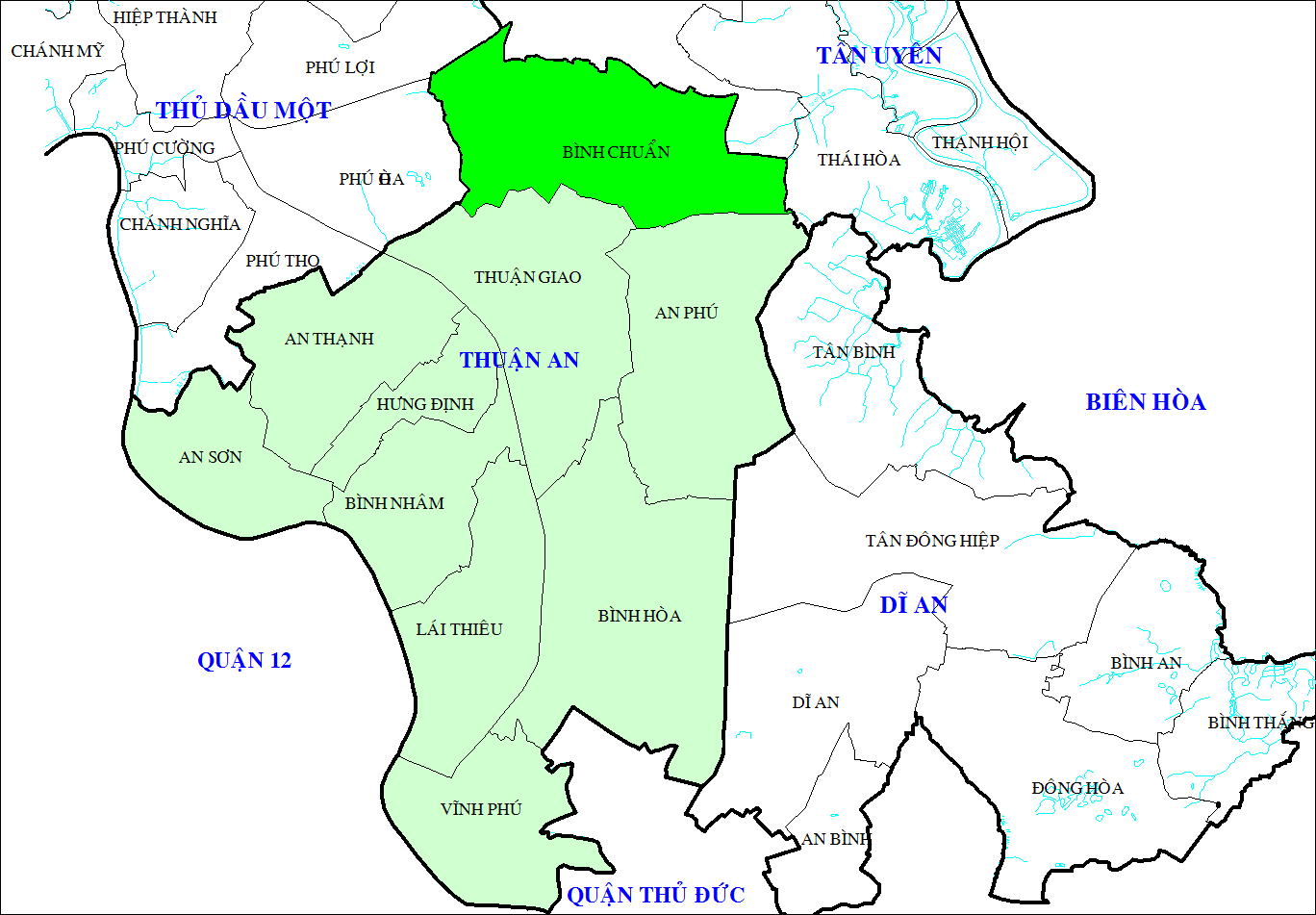
Vị trí phường Bình Chuẩn trên bản đồ thành phố Thuận An

Phường Bình Chuẩn nằm ở phía bắc thành phố Thuận An, có vị trí địa lý:
- Phía đông giáp thành phố Tân Uyên
- Phía tây giáp thành phố Thủ Dầu Một
- Phía nam giáp các phường An Phú và Thuận Giao
- Phía bắc giáp thành phố Tân Uyên và thành phố Thủ Dầu Một.

Phường Bình Chuẩn có diện tích 11,32 km², dân số năm 2021 là 98.570 người, mật độ dân số đạt 8.708 người/km².

## Lịch sử
Trước đây, Bình Chuẩn là một xã thuộc huyện Thuận An, tỉnh Bình Dương.
Ngày 13 tháng 1 năm 2011, Chính phủ ban hành Nghị quyết số 04/NQ-CP về việc thành lập hai thị xã Dĩ An và Thuận An thuộc tỉnh Bình Dương. Theo đó, thành lập phường Bình Chuẩn thuộc thị xã Thuận An trên cơ sở toàn bộ diện tích và dân số của xã Bình Chuẩn.
Sau khi thành lập, phường Bình Chuẩn có diện tích 1.141 ha, dân số là 44.747 người.

## Hành chính
Phường Bình Chuẩn được chia thành 5 khu phố: Bình Phước A, Bình Phước B, Bình Phú, Bình Quới A, Bình Quới B.

## Kinh tế - xã hội

### Kinh tế

#### Công nghiệp
Kinh tế chủ lực của phường Bình chuẩn chủ yếu là công nghiệp và dịch vụ. Về công nghệp trên địa bàn phường tập trung rất nhiều công ty của các doanh nghiệp trong nước và FDI với mọi ngành nghề. Tập trung trong Khu sản xuất Bình Chuẩn và phân tán dọc tuyến đường ĐT Thủ Khoa Huân, đường Lê Thị Trung, đường ĐT Thủ Dầu Một đi Biên Hòa và đường ĐT 745, 743, 746. Với chủ lực các ngành giày da, may mặc, balo túi xách, gỗ, thực phẩm, gốm sứ, cơ khí... . Thu hút hàng chục nghìn công nhân của địa phương và từ các tỉnh khác trong cả nước.

#### Dịch vụ
Với mật độ dân số rất cao nên phường cũng có điều kiện phát triển các ngành dịch vụ, thương mại. Hiện tại trên địa bàn phường được đầu tư xây dựng và lấp đầy 4 khu chợ như chợ Bình chuẩn, chợ Hài Mỹ, Chợ Bình Phước, chợ Phú phong và hàng nghìn các hộ tiểu thương buôn bán dọc các tuyến đường chính.
Do quá trình đô thị hóa nhanh chóng ngành xây dựng cũng phát triển để đáp ứng yêu cầu đô thị. Hiện tại 2018 trên địa bàn phường đang tiến hành nâng cấp vỉa hè một số tuyến đường, xây dựng hệ thống xử lý nước thải đô thị để tiến đến đủ điều kiện cùng với thị xã đạt chuẩn đô thị loại II cuối năm 2018, sớm hơn dự kiến năm 2020. Tuy nhiên do xuất phát điểm thấp từ giao thông nông thôn nên các tuyến đường nội bộ thường nhỏ 4 đến 5 mét mặc dù đã được bê tông và nhựa hóa hơn 90% tuyến đường nhưng vẫn chưa đồng bộ, chưa đáp ứng tốt yêu cầu về phát triển kinh tế nên địa phương có giới hạn độ cao xây dựng 5 tầng đối với nhà ở và các công trình.
Để giảm tải áp lực dân cư một số xí nghiệp, công ty ô nhiễm môi trường xen lẫn khu dân cư đã được chính quyền đã và đang tiến hành di dời đến các khu công nghiệp ở địa phương lân cận như: KCN Nam Tân Uyên, KCN Visip 2,...

### Dân số
Phường Bình Chuẩn cùng với 3 phường Bình Hòa, An Phú và Thuận Giao là 4 phường có dân số đông nhất thị xã Thuận An.
Năm 2018, ngoài số dân có đăng ký hộ khẩu gần 60.000 người, Bình Chuẩn còn có thêm hơn 25.000 cư dân tạm trú từ mọi miền đất nước nên phường cũng quá tải về nhà ở và trật tự xây dựng. Do dân số tăng nhanh từ hơn 6.000 dân năm 2000 đến nay lên đến hơn 80.000 dân kể cả tạm cư và làm việc nên tình hình nhà ở, giáo dục và giao thông gặp nhiều khó khăn.
Dân số của phường qua các thời điểm:
- Ngày 01/04/1999 đạt 9.766 người
- Ngày 13/01/2011 đạt 44.747 người
- Ngày 31/12/2013 đạt 54.384 người.

### Xã hội

#### Giáo dục
Phường Bình Chuẩn có:
- Có các cấp mầm non và mẫu giáo có nhiều trường tư thục, trường bán trú tư thục và nhóm trẻ cùng hoạt động với các trường công lập để chia sẻ bớt áp lực giáo dục.
- Trường TH Bình Chuẩn
- Trường TH Bình Quới ở khu sản xuất Bình Chuẩn
- Trường TH Lê Thị Trung
- Trường THCS Bình Chuẩn ở gần Ngã tư Bình Chuẩn.

Do số học sinh tăng nhanh nên phường Bình Chuẩn đã tiến hành giải tỏa để xây dựng trường THPT theo quy hoạch.

### Y tế
Có trạm y tế Bình Chuẩn ngoài ra còn có nhiều phòng khám đa khoa khu vực đáp ứng tốt nhu cầu y tế.

## Giao thông
Phường có các tuyến đường giao thông được đầu tư tương đối đồng bộ. Các tuyến đường chính đều từ 2 đến 4 làn xe. Tuy nhiên vào các giờ cao điểm thường xảy ra tình trạng kẹt xe do lượng phương tiện tăng đột biến, thường xảy ra ở giao lộ Mỹ phước - Tân Vạn giao đường Thủ khoa Huân, Ngã tư Bình Chuẩn và ngã tư miếu Ông Cù.
Trên các tuyến đường chính có hệ thống xe buýt đi các địa phương như tuyến 07 đi Suối Tiên, tuyến 18 đi biên Hoà, tuyến 6 và 20.
Và trên địa bàn phường đang quy hoạch xây dựng bến xe khách tỉnh Bình Dương để đáp ứng nhu cầu ngày càng tăng của tỉnh.

## Du lịch
Nhà thờ Bà Trà (Giáo xứ Bà Trà) đã được xây dựng từ năm 1941, do Cha Robert Keller, một linh mục thuộc hội Thừa Sai Ba Lê (MEP), lúc đó đang làm cha sở Họ đạo Búng thực hiện. Lúc đầu, Họ đạo Bà Trà trực thuộc Họ đạo Búng, cùng với các họ: Bến Sắn, Bình Sơn. Ngày 14 tháng 10 năm 1965, Giáo phận Phú Cường được thành lập, tách ra từ Tổng Giáo phận Sài Gòn, Họ đạo Bà Trà trực thuộc Giáo xứ Chánh Tòa Phú Cường. Nhà thờ Bà Trà nằm cạnh đường ĐT 743 theo hướng từ Bình Dương đi Biên Hòa, tại km số 6. Diện tích khuôn viên đất nhà thờ là 3.000 m². Trong khuôn viên, ngoài ngôi Thánh đường còn có nhà xứ, nhà các nữ tu Dòng Mến Thánh Giá Thủ Thiêm và đài Đức Mẹ.
Chùa Bồ Đề Đạo Tràng ở đường 1/5 khu phố Bình Phước B, đường ĐT 743.
Đây là những điểm sinh hoạt tôn giáo lớn của người dân địa phương vá lân cận. Là những địa điểm lâu đời và mang ý nghĩa lớn của người dân Bình Chuẩn.